# Xã Gem, Quận Brown, South Dakota
Xã Gem (tiếng Anh: Gem Township) là một xã thuộc quận Brown, tiểu bang Nam Dakota, Hoa Kỳ. Năm 2010, dân số của xã này là 217 người.